# 槻川
槻川（つきかわ）は、埼玉県西部を流れる荒川水系の一級河川である。都幾川最大の支流である。支流の兜川と共に入間川流域では最も北側を流れる。

## 地理
秩父郡東秩父村白石地区の堂平山付近に源を発する。「新編武蔵」によると源流点に欅（槻）の大木があったのでこの名がある。外秩父山地に平行して北流するが、坂本地区で支流の大内沢川を合流する辺りより、流れを東南東方向から東方向に向きを変える。安戸地区を過ぎると小川町腰越地区へ入り、南から北へヘアピンカーブ状に穿入蛇行しながら小川盆地へ向かう。小川町は槻川の清流を生かした小川和紙（細川紙）の生産地として知られている。
兜川と合流し、小川盆地を抜けると次第に狭窄な地形となり谷底平野を大きく蛇行する。太平山の麓では南へ北へヘアピンカーブを描くように曲流し、長瀞の様な結晶片岩の岩畳を縫って流れる渓谷の様相を見せる。この付近の槻川は嵐山渓谷と呼ばれる景勝地で、周辺の緑地に関しては1997年、「さいたま緑のトラスト基金」により県と嵐山町が取得し、みどりのトラスト保全第3号地「武蔵嵐山渓谷周辺樹林地」に指定されている。渓谷を抜けると東へ直線的に流れ、嵐山町鎌形で都幾川の左岸に合流する。
合流点までの河川延長は、山地を挟みすぐ南側を流れる水源がほぼ同じな都幾川とは大差はない。また、河床勾配が急な河川で地形に沿って頻繁に屈曲を繰り返して流れている。
また、埼玉県の水辺再生100プラン事業の下、河岸が整備された親しみやすい川へ向けた事業が随所で行われている。

## 流域の自治体
埼玉県
秩父郡東秩父村、比企郡小川町、嵐山町、ときがわ町

## 流域の施設・名所
- 秩父高原牧場
- 東秩父村和紙の里
- 東秩父村役場
- 腰越城址
- 仙元山公園
- 小川和紙資料館
- 道の駅おがわまち
- 小川町立小川小学校 下里分校
- 小倉城址
- 武蔵嵐山・嵐山渓谷
- 都幾川桜堤 - 右岸約2kmに252本の桜並木

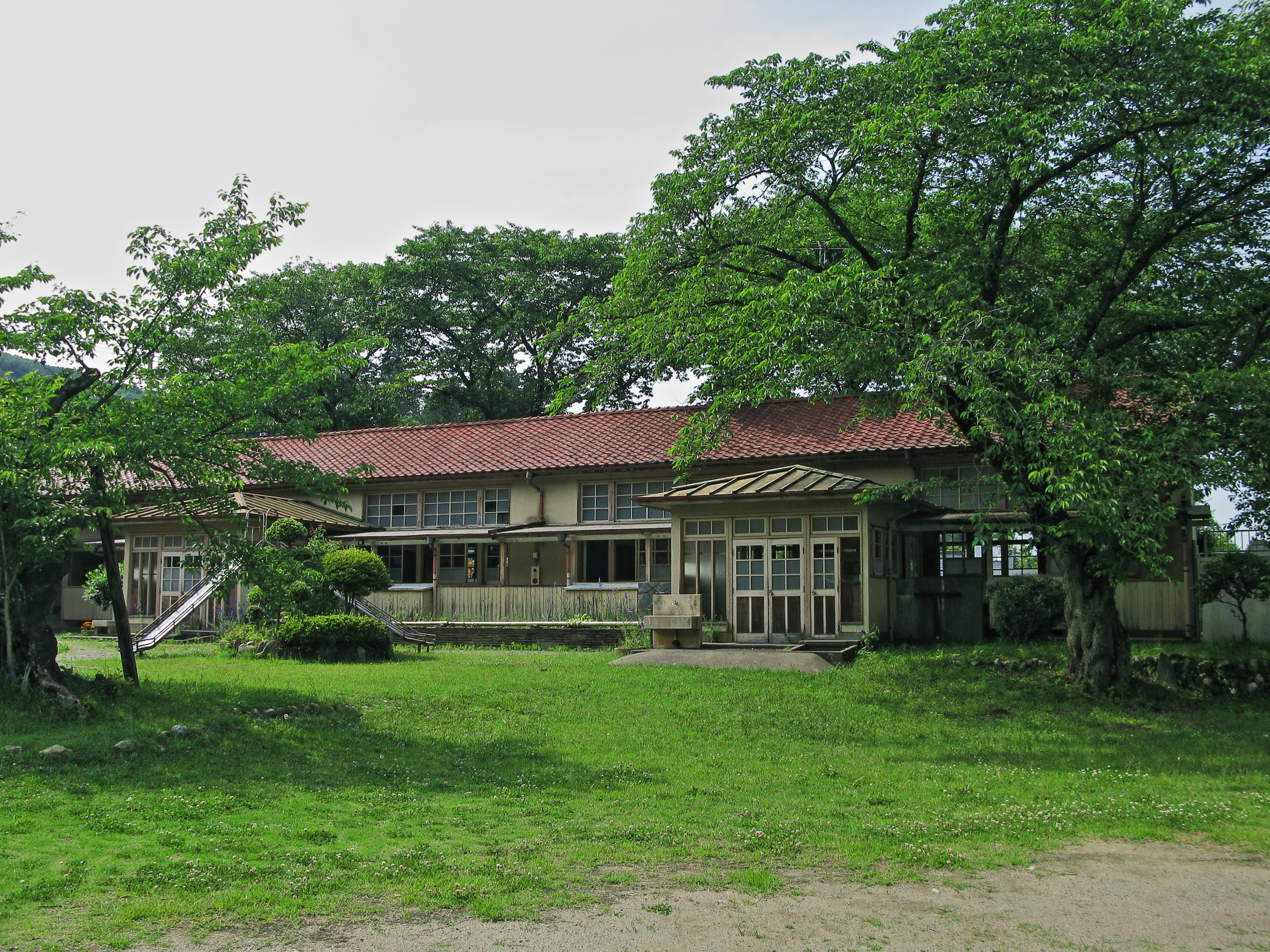
小川小学校下里分校
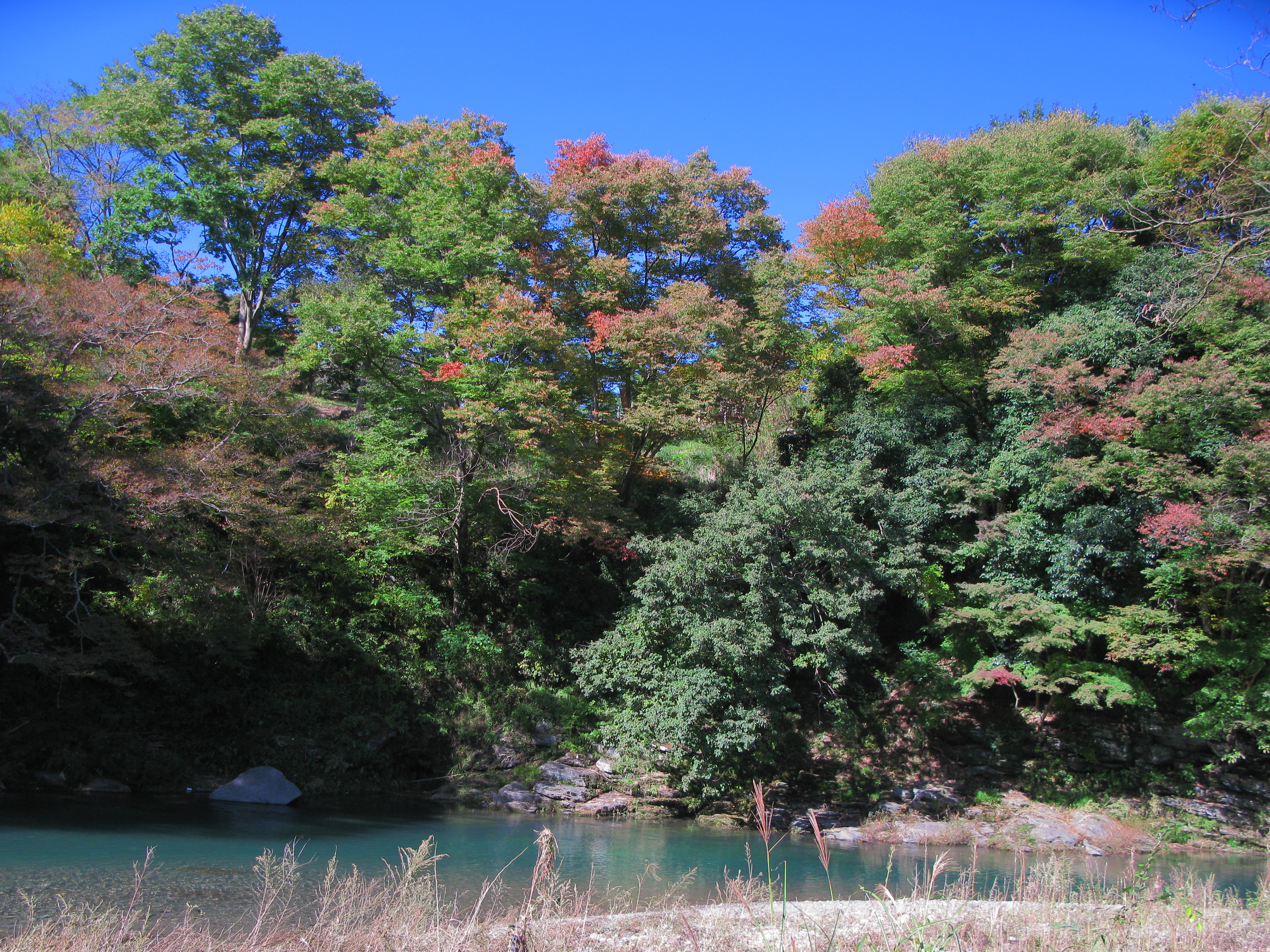
嵐山渓谷

## 河川施設
槻川は小川町の水道の原水として利用されている。また、古くから農業用水の水源としても利用されてきており、数箇所に取水堰が設けられている。
- 宮堰
- 腰越堰
- 青山堰
- 青山浄水場
- 栃本堰
- 下里堰

## 支流
- 栗和田川（準用河川）
- 大内沢川（準用河川）
- 新畑沢（準用河川）
- 萩平川（準用河川）
- 帯沢川（準用河川）
- 入山川（準用河川）
- 館川
- 兜川

## 橋梁
上流から
- 萩殿橋（埼玉県道11号熊谷小川秩父線）
- 白萩橋（埼玉県道11号熊谷小川秩父線）
- 名称不明
- 槻川橋（埼玉県道11号熊谷小川秩父線）
- 名称不明
- 名称不明
- 小安戸橋
- （埼玉県道361号三沢坂本線）
- 名称不明
- 名称不明
- 長谷田橋（埼玉県道11号熊谷小川秩父線）
- 名称不明
- 名称不明
- 大門橋 東秩父村役場
- 東中橋
- 陣川橋（東秩父村道1号線）
- 陣川橋歩道橋（人道橋）
- 帯沢橋
- 大河原橋（埼玉県道11号熊谷小川秩父線）
- 安戸橋
- 切通橋（埼玉県道11号熊谷小川秩父線）
- 矢岸歩道橋
- 矢岸橋
- 万世橋
- 大河橋（埼玉県道273号西平小川線）
- 槻川水管橋（水管橋）
- 日の出橋
- 相生橋
- 馬橋（埼玉県道30号飯能寄居線）
- 槻川橋梁（八高線）
- 仙元彩雲橋（埼玉県道11号熊谷小川秩父線）
- 青木橋
- 大寺橋
- 柳町橋
- 島根橋
- 割谷橋
- 坂田橋
- 谷川橋
- 塩沢冠水橋（人道橋）
- 槻川橋（埼玉県道173号ときがわ熊谷線）

## 風景

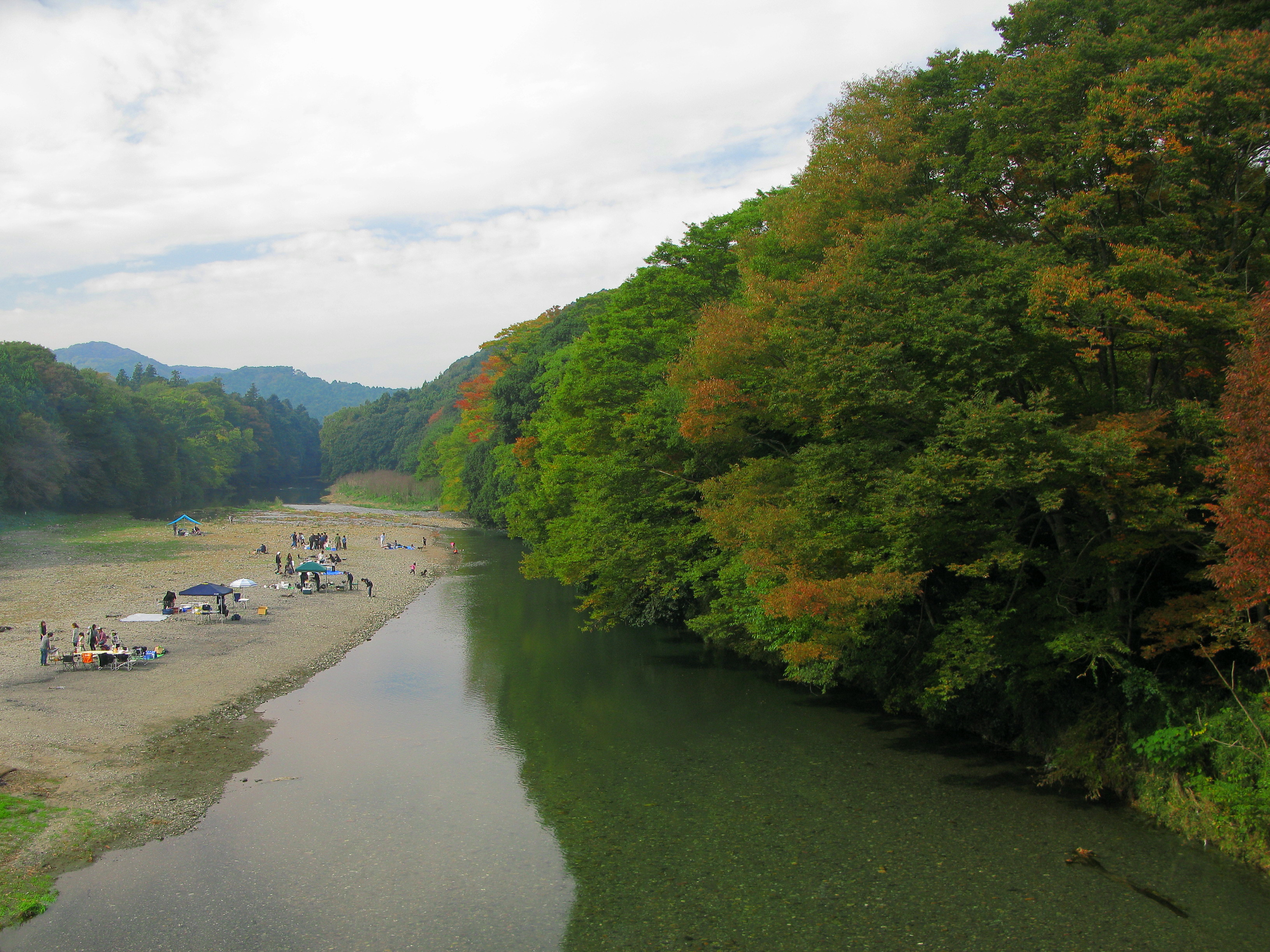
嵐山渓谷